# Seui
Seui (en sard, Seui) és un municipi italià, dins de la província de Sardenya del Sud. L'any 2007 tenia 1.460 habitants. Es troba a la regió de Barbagia di Seùlo. Limita amb els municipis d'Arzana, Escalaplano (CA), Esterzili (CA), Gairo, Perdasdefogu, Sadali (CA), Seulo (CA), Ulassai i Ussassai.

## Administració
| Període | Identitat         | Partit        |
| ------- | ----------------- | ------------- |
| 2005-   | Giampaolo Desogus | Llista Cívica |